# Romexpo

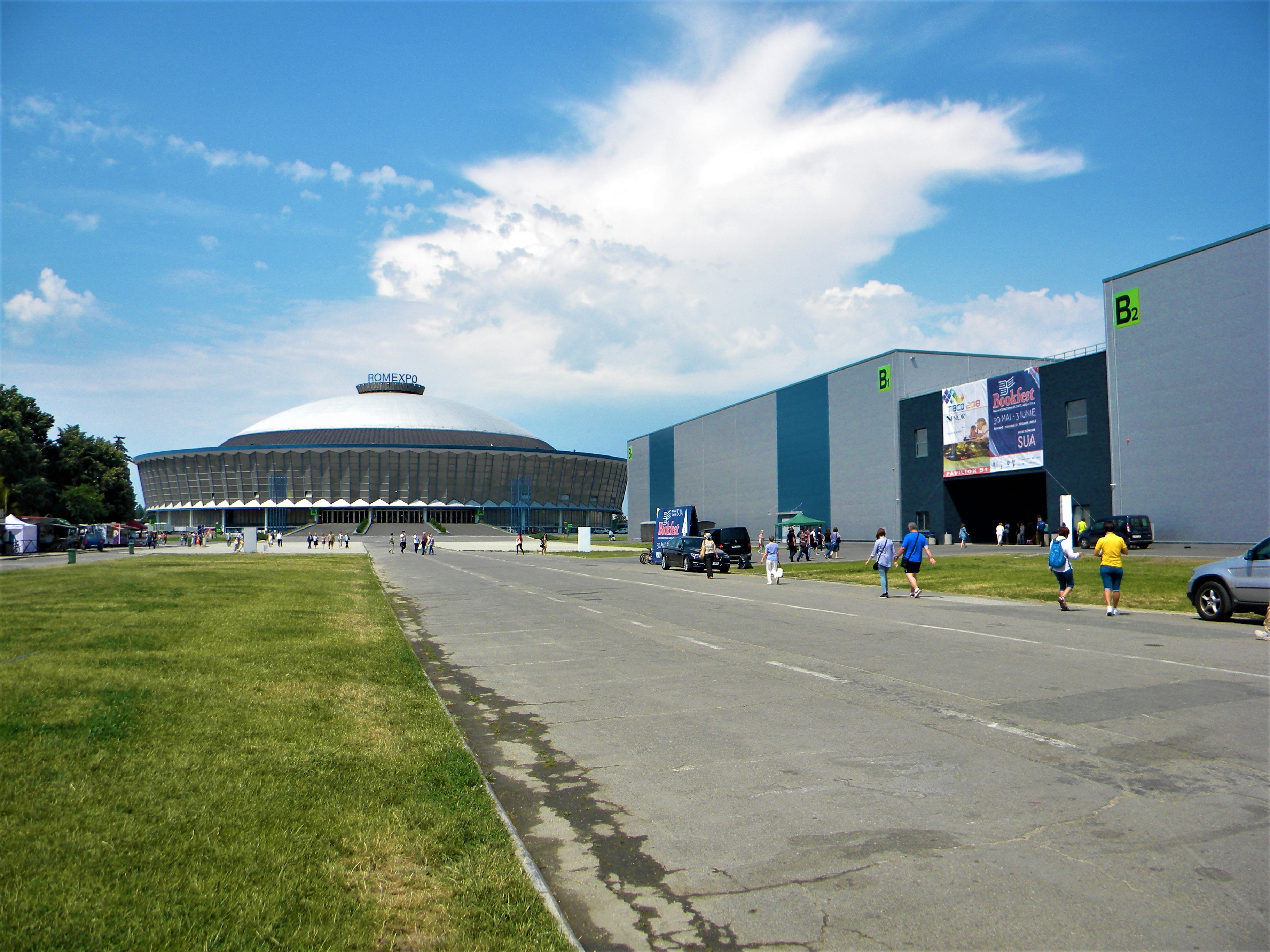
Romexpo en 2018 durante la celebración de un salón internacional

El Romexpo es una arena en la ciudad de Bucarest, la capital del país europeo de Rumania. La arena se utiliza sobre todo para exposiciones, pero también se utiliza para conciertos y para la práctica y competencias de deportes bajo techo como el boxeo. La instalación es muy similar al Domo de Tokio. En 2007 y 2009, fue el anfitrión del festival de música llamado BestFest.